# Teatro Sociale (Badia Polesine)
Il Teatro Sociale di Badia Polesine, in provincia di Rovigo, si trova nel centro storico del comune. Nel 2011 è stato intitolato al giornalista ed imprenditore badiese Eugenio Balzan.

## Storia

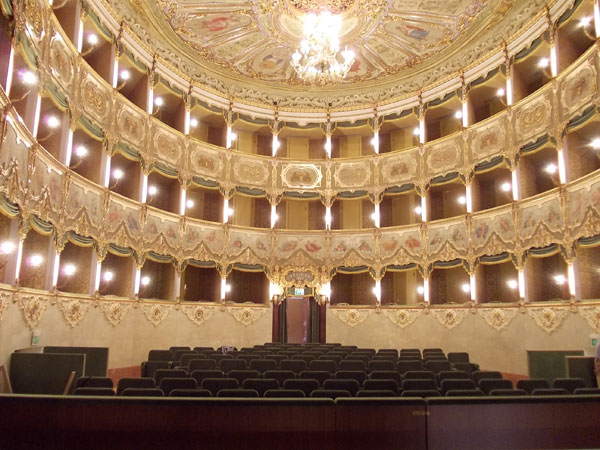
La sala

Il teatro venne costruito nel 1813 dal badiese Bartolomeo Dente; successivamente nel 1836 passa in proprietà di una Società di Palchisti e prende il nome di Teatro Sociale. Nel 1855 vengono eseguiti lavori di restauro e ampliamento. La decorazione è frutto del gran lavoro del ferrarese Francesco Saraceni e del veneto Giovanni Abriani, mentre i fregi intagliati sono di Luigi Voltini.
La Collezione Eugenio Balzan, ora di proprietà della Fondazione Balzan, dopo essere stata conservata nella sede della fondazione a Milano ed esposta per due anni al museo Villa dei Cedri a Bellinzona, è ritornata nella sua città natale e ospitata nel ridotto del Teatro Sociale Eugenio Balzan.